# Studená (Slowakei)
Studená, ungarisch Medveshidegkút (bis 1907 ungarisch „Hidegkút“) ist eine Gemeinde in der südlichen Mittelslowakei mit 280 Einwohnern (Stand 31. Dezember 2024), die im Okres Rimavská Sobota, einem Kreis des Banskobystrický kraj, liegt.

## Geographie
Die Gemeinde befindet sich im Bergland Cerová vrchovina in der Landschaft Medves, am Oberlauf der Gortva im Einzugsgebiet der Rimava, direkt an der Staatsgrenze zu Ungarn. Das Ortszentrum liegt auf einer Höhe von 274 m n.m. und ist 24 Kilometer von Fiľakovo sowie 40 Kilometer von Rimavská Sobota entfernt.
Nachbargemeinden sind Nová Bašta Nordwesten und Norden, Cered (H) im Osten und Süden und Tachty im Westen.

## Geschichte
Studená wurde zum ersten Mal 1306 als Hydegkwth schriftlich erwähnt und entstand nach dem Mongoleneinfall 1241/42 auf damaligem Gemeindegebiet von Nová Bašta. Im 14. Jahrhundert war das Dorf Besitz des Geschlechts Kacsics, im 15. Jahrhundert lag es im Herrschaftsgebiet der nahen Burg Šomoška und ab dem 16. Jahrhundert wechselten sich verschiedene Mitglieder des Landadels als Gutsbesitzer ab. Zwischen 1554 und 1593 stand das Gebiet unter türkischer Besetzung. 1828 zählte man 39 Häuser und 548 Einwohner, die als Landwirte beschäftigt waren.
Bis 1918/19 gehörte der im Komitat Neograd liegende Ort zum Königreich Ungarn und kam danach zur Tschechoslowakei beziehungsweise heute Slowakei. Auf Grund des Ersten Wiener Schiedsspruchs lag er von 1938 bis 1944 noch einmal in Ungarn.

## Bevölkerung
| Jahr                | 1994 | 2004    | 2014    | 2024    |
| ------------------- | ---- | ------- | ------- | ------- |
| Anzahl der Personen | 293  | 277     | 273     | 280     |
| Unterschied         |      | −5,46 % | −1,44 % | +2,56 % |

| Jahr                | 2023 | 2024    |
| ------------------- | ---- | ------- |
| Anzahl der Personen | 287  | 280     |
| Unterschied         |      | −2,43 % |

Gemäß der Volkszählung 2011 wohnten in Studená 281 Einwohner, davon 227 Magyaren, 37 Slowaken und 12 Roma. Fünf Einwohner machten keine Angabe zur Ethnie.
257 Einwohner bekannten sich zur römisch-katholischen Kirche, sechs Einwohner zur reformierten Kirche, zwei Einwohner zur evangelisch-methodistischen Kirche und ein Einwohner zur Evangelischen Kirche A. B. Sieben Einwohner waren konfessionslos und bei acht Einwohnern wurde die Konfession nicht ermittelt.